# Evocatus

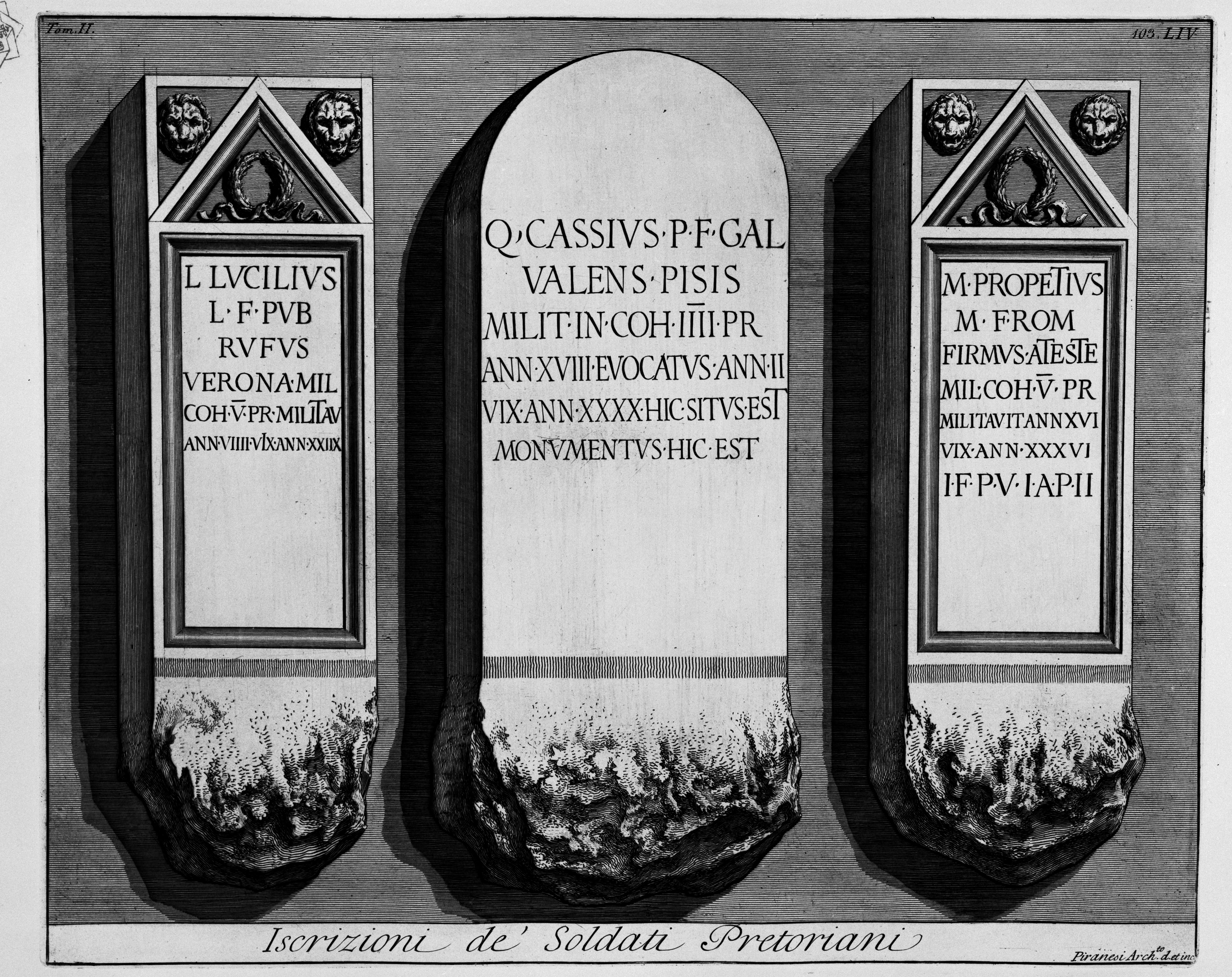
Radierung von Piranesi, in der Mitte lateinischer Text:
Q(uintus) Cassius P(ubli) f(ilius) Gal(eria) / Valens Pisis / milit(avit) in coh(orte) IIII pr(aetoria) / ann(os) XVIII evocatus an(nos) II / vix(it) ann(os) XXXX hic situs est / monumentus hic est
Deutsch:
Quintus Cassius Publius, Sohn von Galeria Valens Pisis, diente 18 Jahre in der 4. Kohorte der Prätorianer. Für 2 Jahre zurückberufen. Lebte 40 Jahre an diesem Ort. Dies ist sein Grabmal.

Evocatus („der Berufene“, pl. Evocati) war die lateinische Bezeichnung für einen Legionär in den römischen Legionen der Antike, der seine reguläre Dienstzeit (16–25 Jahre) absolviert und eine ehrenvolle Entlassung (honesta missio) erhalten hatte, sich aber auf Anforderung eines Konsuls, eines anderen ranghohen militärischen Befehlshabers oder auch des Kaisers erneut freiwillig zum Dienst in die Legion gemeldet hatte.

## Bedeutung und Aufgaben
Es gab eine beträchtliche Zahl von Evocati in allen Legionen. Wenn der ranghöchste Befehlshaber einer Legion, meist ein Legatus legionis, manchmal ein Praefectus legionis, unter den Legionären beliebt war, wuchs die Zahl der Veteranen, die sich unter seinen Befehl zurückmeldeten. Auch das Ansehen des Oberbefehlshabers konnte zu einem starken Zulauf von Altgedienten führen: So veranlasste Pompeius viele Veteranen, die unter ihm in früheren Jahren gedient hatten, sich unter seinem Banner beim Ausbruch des Bürgerkriegs zwischen ihm und Cäsar zu versammeln. Die Evocati wurden wie die Vexillarii von gewöhnlichen militärischen Aufgaben, wie Lager, Straßen und Wege zu befestigen (→ Befestigung) und ähnlich kräftezehrende Aufgaben, freigestellt und hatten aufgrund ihrer Erfahrung einen höheren Rang und ein größeres Ansehen in der Legion als gewöhnliche Legionäre. Sie wurden oft mit der gleichen Hochachtung wie die Equites Romani erwähnt und besaßen mitunter die gleiche Autorität (→ Auctoritas) wie ein Centurio, standen aber im Rang unter denselben. Evocati wurden innerhalb der römischen Armee mal als eigene Elite-Einheit eingesetzt, mal auf die übrigen Truppenkörper aufgeteilt. Marcus Tullius Cicero erwähnt einen Praefectus Evocatorum, einen für die Evocati verantwortlichen Offizier.
Evocati wurden häufig für besondere Aufgaben eingesetzt, so zum Beispiel als Richter der Militärtribunale, die aber auch bei den Zivilgerichten in den Provinzen eine signifikante Funktion bei Auseinandersetzungen mit der Bevölkerung hatten. Die Evocati spielten als Honestiores eine bedeutende Rolle im Machtgefüge der ländlich geprägten Provinzen des Imperium Romanum.

## Besoldung
Sie erhielten denselben Sold wie ein Centurio, das war etwa der doppelte Betrag, den ein Legionär erhielt. Im Unterschied zu den Legionären, deren Besoldung Stipendium genannt wurde, hieß diese bei den Evocati Salarium („Sold, Gehalt, Salär“, ursprünglich „Menge Salz“).

## Evocati Augusti

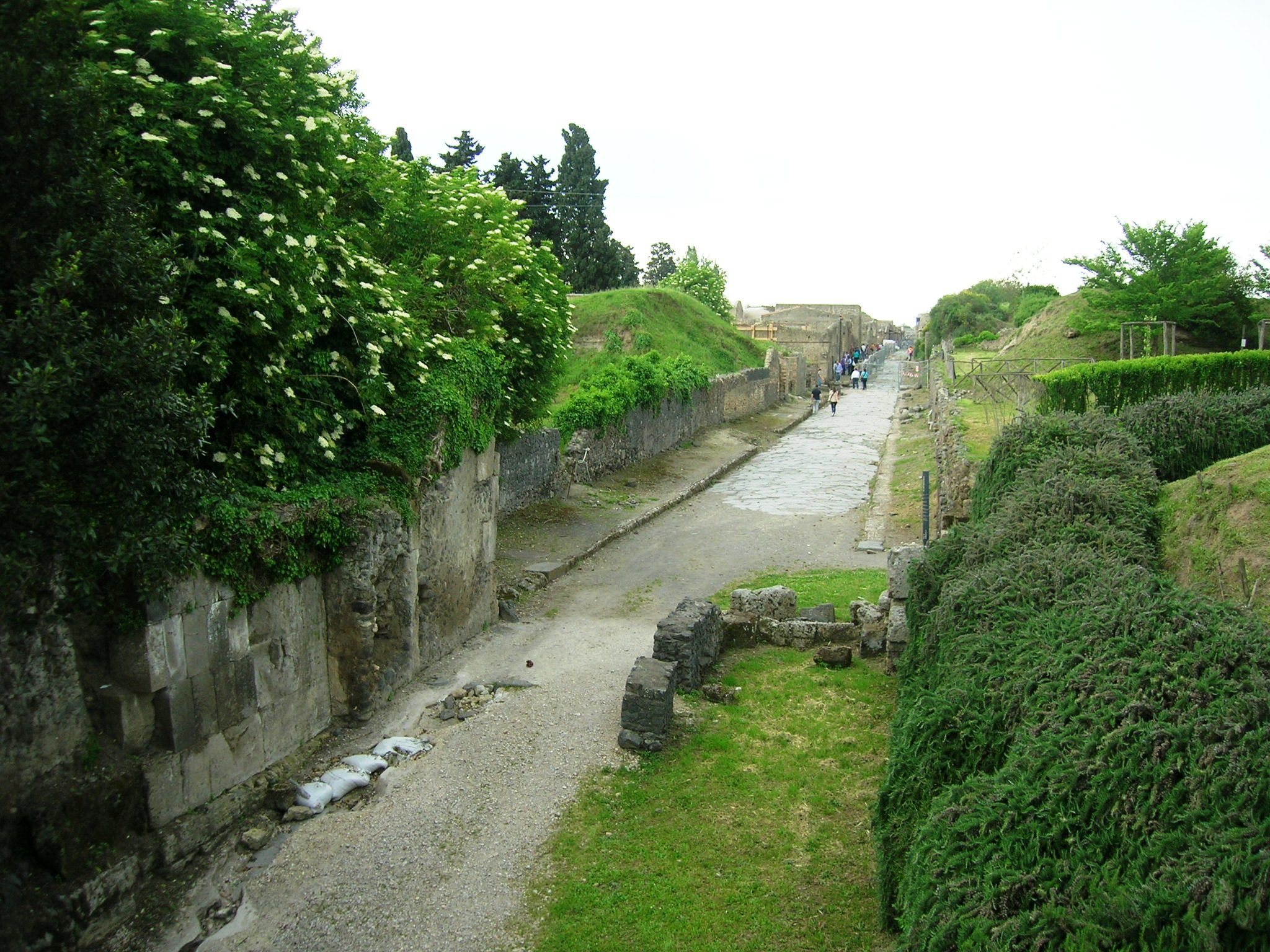
Blick auf die Via dell'Abbondanza in Pompeji, in der sich das Haus des ehemaligen Evocatus Augusti Lucius Satrius Rufus befindet

Herausragende Aufgaben übernahmen besonders verdiente Veteranen der Prätorianer-Garde in Rom, die nach Ablauf ihrer regulären Dienstzeit mit einem höheren Rang als sogenannte Evocati Augusti in den Dienst zurückkehrten. Als ehrenvolle Auszeichnung soll ihnen ein Goldring und ein stilisierter Rebstock verliehen worden sein.
An der Via dell'Abbondanza (deutsch: Straße der Fülle oder des Überflusses) in Pompeji wurde die Domus Lucii Satrii Rufi (deutsch: Haus des Lucius Satrius Rufus) gefunden, die als einzige in dieser Stadt über ein Namensschild an einem der Flügel ihrer Eingangstür verfügte. Der Bewohner war ein Evocatus Augusti, die kleine Bronzetafel trägt die Inschrift:

„L. SATRI RVFI, EVOCATI AVG(VSTI) A COMMENTAR(IIS)“

„(Haus des) Lucius Satrius Rufus, des vom Kaiser erneut Einberufenen als Berichterstatter“